# Estelle Fialon
Estelle Fialon (* 31. Dezember 1969) ist eine Filmproduzentin von Dokumentarfilmen, die bei der Oscarverleihung 2013 für die Produktion von Töte zuerst zusammen mit Dror Moreh und Philippa Kowarsky für den Oscar in der Kategorie Bester Dokumentarfilm nominiert war.

## Filmografie
- 2010: Joann Sfar (dessins) (Dokumentar-Kurzfilm)
- 2010: Diario de Uma Busca (Dokumentarfilm)
- 2010: The Tree
- 2011: Les authentiques fausses têtes de Modigliani (Fernseh-Dokumentarfilm)
- 2011: Armand 15 ans l'été (Dokumentarfilm)
- 2012: People of the Graphic Novel (Kurzfilm)
- 2012: Töte zuerst (שומרי הסף, The Gatekeepers, Dokumentarfilm)
- 2012: Joann Sfar Draws from Memory (Dokumentarfilm)
- 2013: The Stone River (Dokumentarfilm)
- 2013: La cour de Babel (Dokumentarfilm)
- 2013: L'harmonie (Dokumentarfilm)
- 2013: Alan Turing, Le Code De La Vie (Dokumentar-Kurzfilm)
- 2015: La vanité